# Fredagsröj
Fredagsröj (ospecificerad titel: En halvtimme med Anders och Sören) var ett svenskt underhållningsprogram för barn som SVT sände hösten 2006 – vintern 2007. Programmet ingick i programblocket Bobster och programledare var elvaåriga Carla Sehn.
Det var ett studioprogram med barn som ställde frågor ur barns perspektiv. Det innehöll intervjuer med kända gäster och fysiska tävlingar där kändisarna ställdes mot barnen. Barnboksförfattarna Anders Jacobsson och Sören Olsson spelade sig själva och agerade reportrar som "rapporterade från vuxenvärlden".

## Bakom programmet
Programserien spelades in våren och sommaren 2006 och bygger på en idé som Anders Jacobsson och Sören Olsson skickade in till SVT.
Fredagsröj marknadsfördes med att barn barrikaderade sig i en TV-studio och sände programmet på egen hand. Det kallades för "ett garanterat föräldrafritt underhållningsprogram".

## Avsnitt och gäster
1. Rädslor - Dogge Doggelito (3 november 2006)
2. Utseende - Linda Bengtzing och Viktor Åkerblom (29 december 2006)
3. Husdjur - Josefin Crafoord och Lars-Åke Wilhelmsson (17 november 2006)
4. Musik - Bert Karlsson och Nanne Grönvall (24 november 2006)
5. Resor - Josefine Sundström och Tobias Hysén (1 december 2006)
6. Prylar - Tobbe Blom (8 december 2006)
7. Kärlek - Henrik Johnsson och Lill-Babs (15 december 2006)
8. Sport - Kim Martin och Tina Thörner (22 december 2006)
9. Instrument - Vanna Rosenberg (5 januari 2007)
10. Fest - Gonza och David Bexelius (12 januari 2007)
Anmärkningar
1. ↑  Avsnitt 2 sändes från början 10 november 2006, men på grund av tekniska problem mitt i programmet fick det sändas om i sin helhet 29 december samma år istället.